# ابتداء بطيء
الابتداء البطيء هي الخوارزمية المعتمدة لدى ميفاق ضبط الإرسال في ابتداء عملية التراسل ونقل البيانات بين الحواسيب. الهدف من استعمال خوارزمية الابتداء البطيء هو تجنب إحداث ازدحام أو اكتظاظ في الشبكة قد يؤدي في حال تطوره إلى تعطيل الشبكة برمتها.

## الخوارزمية
في بداية الإنترنت كان الحاسوبان اللذان يرغبان في التراسل ينظران إلى قدرتيهما على الإستقبال والإرسال دون الالتفات إلى قدرة الشبكة على التحمل. لإن الإنترنت قديما كان بين حواسيب قليلة وبطيئة، وكان محصورا في الجامعات والمراكز الكبرى، فكانت الأحمال على الشبكة خفيفة ولا حاجة للاكتراث بانشغاليتها. نشأت الحاجة إلى مثل هذه الخوارزمية منذ عام 1986 م، حينما لاحظ الباحثون أن إنتاجية خط ربط طوله 400 ياردة وسرعته 32 كيلوبايت هبطت إلى 40 بت في الثانية (تقريبا صفر). وبعدما تفحص الباحثون هذه الواقعة وجدوا أنها نتيجة اكتظاظ وقع في الشبكة نتج إثر تحميل زائد عليها. حينها اضطر الباحثون إلى اجتراح خوارزمية تأخذ بحسبانها قدرة كل أطراف
النقل من المستقبل إلى المرسل والشبكة الواصلة بينهما.
تقوم خوارزمية الابتداء البطيء مع بداية التراسل على إرسال حزمة بيانات واحدة، فإذا وصلت بنجاح أرسل اثنتين، إن وصلتا بنجاح، أرسل أربعة، ثم ثمانية ثم 16 ثم 32 وهكذا طالما أن الحزم المرسلة تصل بنجاح. ويسمى هذا التزايد في الإرسال بالنمو الأسي. لا يدوم هذا النمو الأسي إلى ما لا نهاية وإنما له حد يتوقف عنده يسمى «عتبة الابتداء البطيء». بعد تجاوز هذه العتبة تنهي خوارزمية الابتداء البطيء عملها، وتتولى خوارزمية تفادي الاكتظاظ اتمام المهمة.

## التعافي السريع
خوارزمية التعافي السريع هي نسخة معدلة عن خوارزمية الابتداء البطيء، إذا رصدت خوارزمية الابتداء البطيء فقد حزمة في خضم مرحلة النمو الأسي، فإنها توقف النمو الأسي فورا وتبدأ عملها من البداية مرة أخرى (أي 1,2,4,8,... إلخ).
أما خوارزمية التعافي السريع فتقوم بالإفادة من المعلومات التي تقدمها إشارات التأكيد، إذا استقبل المرسل 3 إشارات تأكيد مكررة (أي أربع إشارات تأكيد بنفس رقم التأكيد), فإن المرسل يفترض فقدان هذه الحزمة، لكنه يفترض أيضا أن سبب فقدانها ليس أمرا خطيرا، لأن ثمة أربع حزم أخرى وصلت بعد فقدان هذه الحزمة. لذا يقوم بإعادة إرسال سريعة للحزمة المفقودة دون الحاجة لانتظار انقضاء مهلة الإرسال، ويقوم كذلك بتخفيض معدل التراسل إلى النصف (ليس إلى 1) ويواصل العمل. فإذا استقبل إشارة تأكيد للحزمة المعاد إرسالها فإن معدل التراسل يواصل نموه الأسي. أما إذا فقدت الحزمة مرة أخرى فإنه يعود إلى البداية (أي 1,2,4,8,... إلخ).